# Apió
|  | Per a altres significats, vegeu «Apió (desambiguació)». |

Apió (grec antic: Ἀπίων, llatí: Apion, de sobrenom Plistonices, grec antic: Ἀπίων, Πλειστονίκης, llatí: Pleistoneices) fou un gramàtic grec d'Egipte. Era originari d'Oasi, però criat a Alexandria. Era fill de cert Posidoni.
Va estudiar amb Apol·loni, d'Arquibi, i amb Dídim, de qui va aprendre el gust pels poemes homèrics. Després es va establir a Roma on va ensenyar retòrica com a successor de Teó durant els regnats de Tiberi i Claudi. Tenia una gran fama gràcies als seus amplis coneixements i a la seva versatilitat com a orador però se li criticava la seva vanitat. Així ho fan Aulus Gel·li, Plini el Vell i Flavi Josep a Contra Apió. Deia que tothom que cités les seves obres seria immortalitzat, i es col·locava al costat dels més grans filòsofs de l'antiga Grècia. També deia que Alexandria s'hauria de sentir orgullosa de tenir un home com ell entre els seus ciutadans. Tiberi l'anomenava cymbalum mundi (que es podria traduir com a 'persona enutjosa', literalment una cosa que fa molt de soroll) en referència a la seva loquacitat i a la seva vanitat. També es deia que era el més actiu dels gramàtics. La Suïda li dona el sobrenom de μόχθος ('afany'), per causa del zel que dedicava als seus estudis.
Durant el govern de Calígula va ser a Grècia, on va ser rebut amb grans honors pel coneixement que tenia de les obres d'Homer. L'any 38 va encapçalar una ambaixada davant l'emperador dels ciutadans d'Alexandria, que volien reduir els drets dels jueus de la ciutat, ja que Apió era molt bon orador i a més els odiava. Els jueus van enviar per la seva part com ambaixador a Filó d'Alexandria. En les discussions, Apió va ultrapassar les seves funcions, car no es va limitar a presentar les queixes dels seus conciutadans, sinó que va recordar a l'emperador que els jueus es negaven a erigir-li estàtues i a jurar pel seu nom sagrat. Els resultats d'aquesta ambaixada no es coneixen.
Segons el seu enemic Flavi Josep, va morir d'una malaltia provocada per la seva vida dissoluta, però les circumstàncies reals de la seva mort no són conegudes.
Les seves obres s'han perdut excepte alguns fragments. Se sap que la part principal dels seus estudis va ser sobre la poesia d'Homer, i havia realitzat una molt bona crítica textual a més de confeccionar un lèxic (Λέξεις Ὁμηρικαί) amb explicacions de paraules i frases de difícil interpretació, i havia fet estudis sobre la vida i el lloc de naixement del poeta.
- Αἰγυπτιακά, un treball sobre Egipte de 5 llibres molt apreciat a l'antiguitat, perquè portava descripcions de gairebé tots els monuments notables d'aquell país. També contenia nombrosos atacs contra els jueus.
- Segons Aulus Gel·li va escriure una obra en alabança d'Alexandre el Gran
- Περὶ τῆς Ἀπικίου τρυφῆς, (Sobre el luxe d'Apici), una biografia del golafre Apicius.
- De metallica disciplina, títol que dona Plini el vell a la Naturalis Historia.
- Àndrocles i el lleó i El dofí prop de Dicaearchia, dues narracions recollides per Aule Gel·li, que són els fragments més grans que es conserven de les obres d'Apió.

La Suïda es refereix a un Apió autor d'epigrames, però no és segur que sigui aquest mateix.